# 王梓兆
王梓兆（1990年9月28日—），又名章鱼哥哥，曾为广东广播电视台嘉佳少儿频道节目主持、导演、节目制片人兼节目部主任。2011年，以实习生的身份在广东少儿频道担任主持，主持《波仔美美点点乐》、《漂亮宝贝》、《憨豆先生》及《百辩小天才》广州选拔赛及广东电台《高校young同盟》。2012年9月加入嘉佳卡通卫视成为主持人。主持栏目《音乐涂鸦乐园》、《加速前进》、《全家去哪儿》、《拜见师父》等大型栏目。
现为章鱼哥哥融媒工作室主理人兼制片人。

## 演艺经历
2011年，以实习生的身份在广东南方电视台少儿频道实习（现广东广播电视台少儿频道）主持，主持《波仔美美点点乐》、《全家总动员》、《憨豆先生》和《漂亮宝贝》等大型节目及活动，同时还担任广东电台网络节目《高校young同盟》主持人。
2012年9月，加盟广东嘉佳卡通卫视。首次主持为幼教类栏目《音乐涂鸦乐园》。
2014年，主持《宝贝天团》线下选拔赛。同时首次担任《音乐涂鸦乐园》制片人。
2015年，担任大型季播节目《全家一起上》主持人。
2016年至2017年，担任主持大型季播栏目《加速前进》第一、二季。
2018年，担任大型季播节目《拜见师父》节目主持人，于内蒙古、福建泉州、佛山、广州等地探访我国非物质文化遗产继承人，号召少年儿童重视、传承我国优秀传统文化。
2019年，执导六一快闪活动《粤港澳大湾区最美童声——献礼新中国成立70周年》 、《章鱼哥哥公益行》 、《润物细无声——澳门教育因爱前行20年》 等节目。
2020年，创作公益歌曲《口罩超人》 ；推出《章鱼哥哥公益课》普及疫情防控知识 ；并统筹策划疫情特别节目《我的妈妈是超人》。同年11月，出演大型舞台剧《皮皮鲁安全特工队——魔球危机》饰演热情好动的皮皮鲁。
2021年，主持由广东广播电视台少儿频道、广东广播电视台4K综艺频道联手打造《2021亚太少儿时尚盛典》担任主持人。
2022年1月，主持《广东少儿第一届电视艺术盛典》担任主持人。
2023年，正式从广东广播电视台离职。